# Cantera Penrhyn

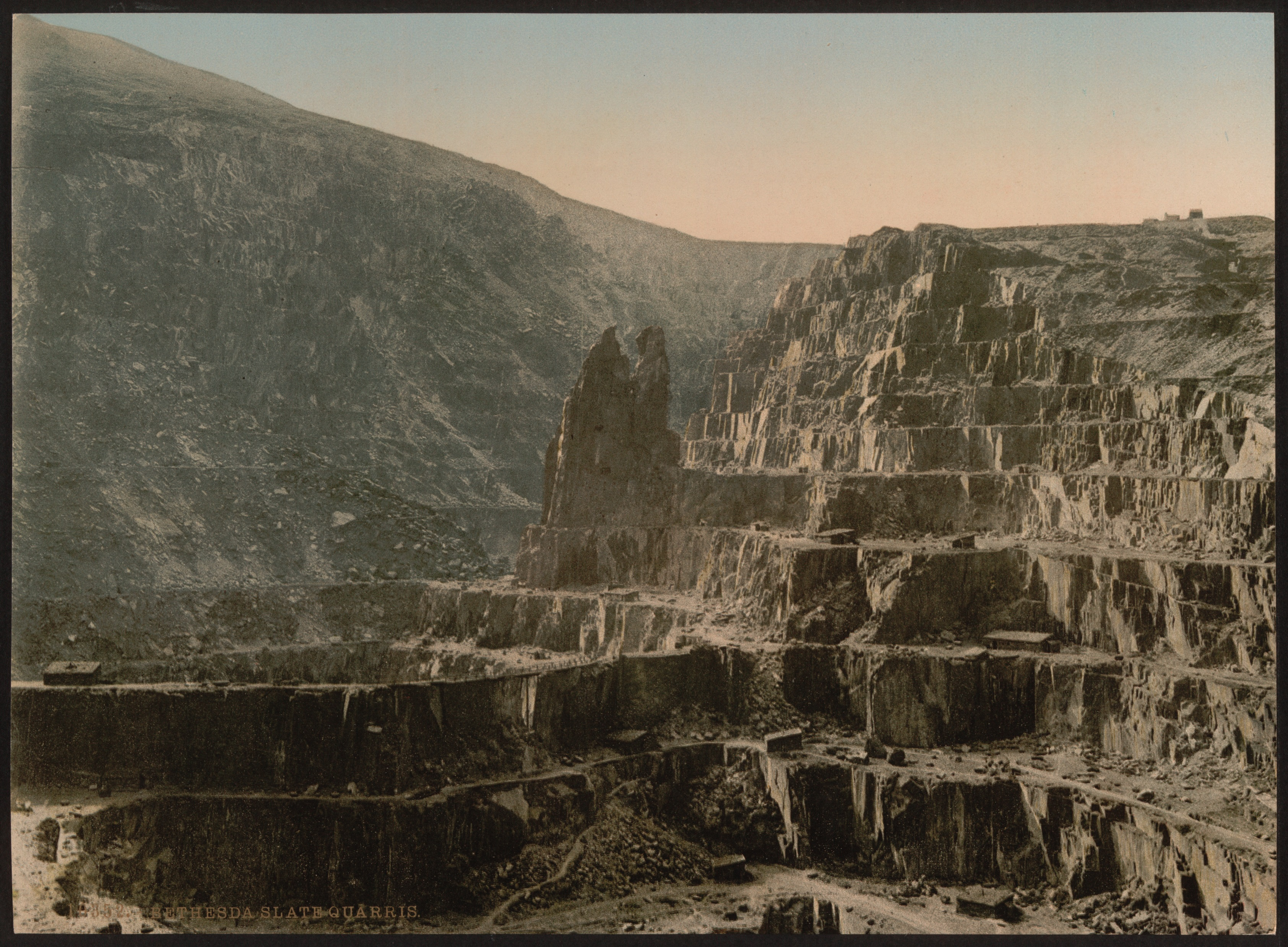
Vista de la cantera Penrhyn en Bethesda, Gales, Reino Unido.

La cantera Penrhyn es una cantera de pizarra situada cerca de Bethesda, en el norte de Gales, Reino Unido.

## Historia

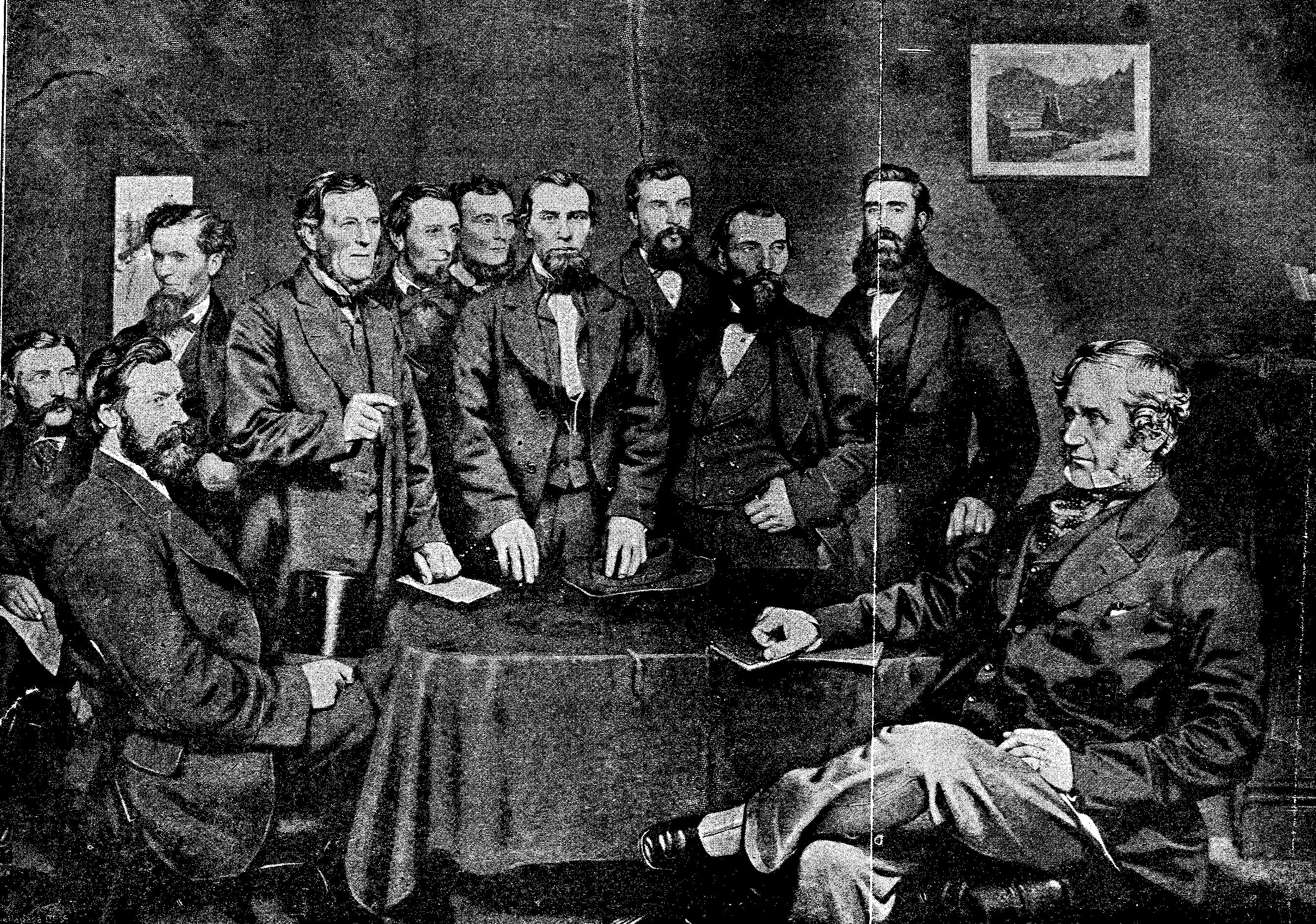
El barón Penrhyn con una delegación de los canteros de la cantera de Penrhyn en 1897.

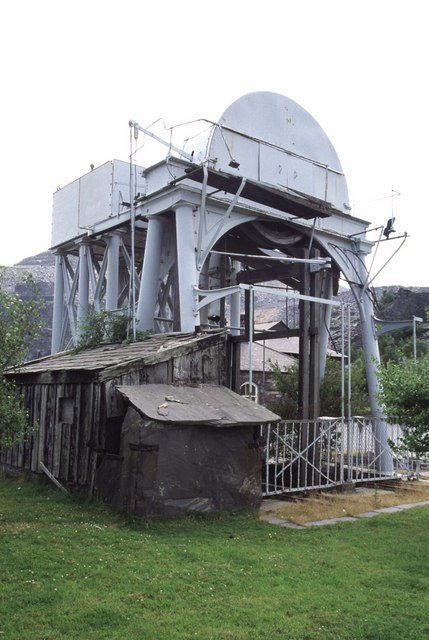
El depósito de agua en el elevador de la cantera de Penrhyn.

A finales del siglo xix era la mayor cantera de pizarra del mundo, su pozo principal es de prácticamente 1,6 km de largo y 370 m de profundidad trabajándose por unos 3000 canteros aproximadamente. Desde entonces ha sido sustituida en tamaño por las canteras de pizarra en China, España y Estados Unidos. Penrhyn es aún, hoy en día, la cantera más grande de pizarra de Gran Bretaña.
La cantera fue desarrollada por primera vez en la década de 1770 por Richard Pennant, después primer barón de Penrhyn, aunque es probable que la extracción de pizarra en pequeña escala en el lugar comenzó mucho antes. Gran parte de estos primeros trabajos eran para uso doméstico. Los trabajos a gran escala no se desarrollaron hasta el desarrollo de Pennant. A partir de entonces, las pizarras de la cantera fueron transportadas al mar hacia el puerto Penrhyn desde la vía ferroviaria construida en 1798, una de las líneas ferroviarias más antiguas. En el siglo xix la cantera Penrhyn, junto con la cantera Dinorwic, dominó la industria de la pizarra galesa.
La cantera tiene un lugar significativo en la historia del movimiento obrero británico como el lugar donde se efectuaron dos prolongadas huelgas de trabajadores exigiendo mejores salarios y mejores condiciones de seguridad. La primera huelga duró once meses en el año 1896. La segunda, se inició el 22 de noviembre de 1900 y duró tres años. Conocido como El Gran Golpe de Penrhyn esta huelga fue la disputa más larga en la historia industrial británica.
Desde 1964 hasta 2007 fue propiedad y está dirigida por Alfred McAlpine PLC.
En 2007, la cantera fue adquirida por Kevin Lagan quien cambió su nombre a Welsh Slate Ltd. Kevin Lagan y su hijo Peter (MD de Lagan Building Solutions Ltd.) son ahora los directores de Welsh Slate Ltd. que también abarca la cantera Oakeley en Blaenau Ffestiniog, la cantera Cwt Y Bugail y la cantera Pen Yr Orsedd.